# Groupe des Cinq
Pour les articles homonymes, voir Groupe des cinq.
Le Groupe des Cinq (russe : Могучая кучка, c'est-à-dire  « puissant petit groupe », l'expression étant de Vladimir Stassov en 1867) désigne un groupe de musiciens russes, romantiques, actifs à l'époque de l'abolition du servage par Alexandre II en 1861, par ordre chronologique de naissance :
- Alexandre Borodine (1833-1887) ;
- César Cui (1835-1918) ;
- Mili Balakirev (1837-1910) ;
- Modeste Moussorgski (1839-1881) ;
- Nikolaï Rimski-Korsakov (1844-1908).

Le groupe, principalement de petite noblesse provinciale, réuni à Saint-Pétersbourg en 1856-1870, prônait une musique spécifiquement nationale basée avant tout sur les traditions populaires russes et détachée des standards occidentaux.
En un sens, ils représentaient le mouvement romantique nationaliste russe, poursuivant les mêmes objectifs que le cercle d'Abramtsevo et le Renouveau russe dans le domaine des beaux-arts et de l'architecture.
Les membres du groupe, tous autodidactes, se basèrent sur l'idéal de Glinka (1804-1857), considéré par beaucoup comme le fondateur de l'école musicale russe avec Alexandre Dargomyjski. La rédaction du manifeste fut confiée à César Cui. 
Rimski-Korsakov reste le membre le plus influent et le plus connu du groupe et orchestre plusieurs œuvres d'autres membres après leur mort. Il en formera les successeurs (Glazounov, Prokofiev, ou Stravinsky) via son poste de professeur au conservatoire de Saint-Pétersbourg.
Le Groupe des Cinq désapprouvait les conservatoires. Il n'aimait pas l'académisme, mais aussi Piotr Ilitch Tchaïkovski et la Société musicale russe (1859).

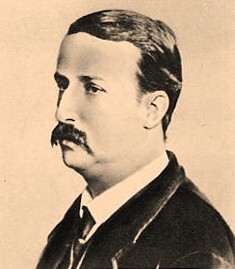
Alexandre Borodine
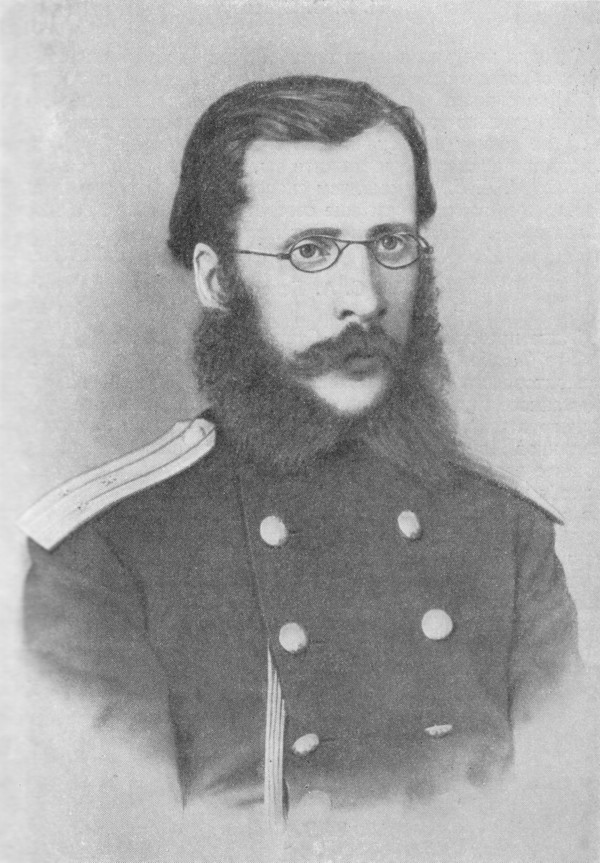
César Cui
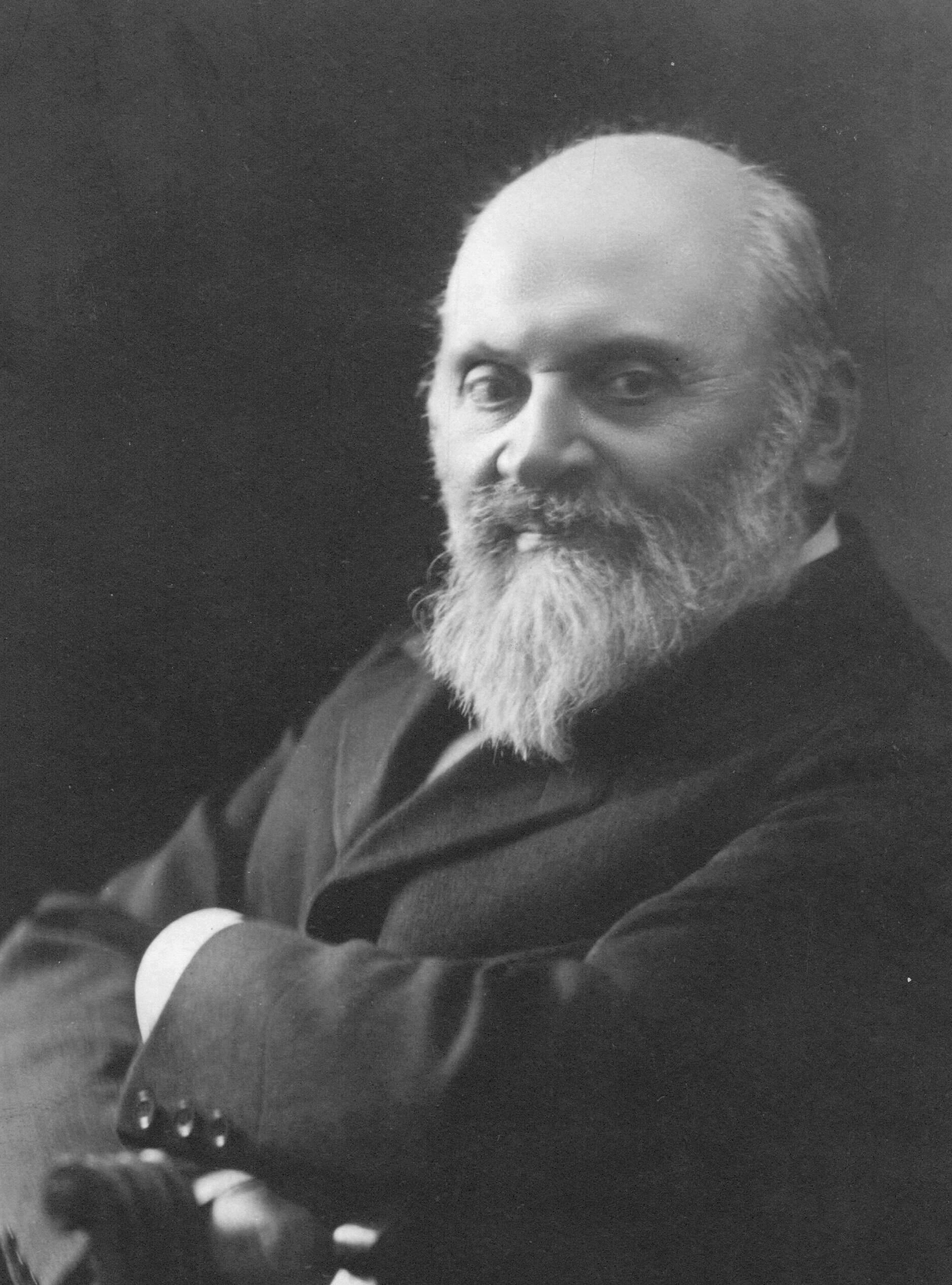
Mili Balakirev
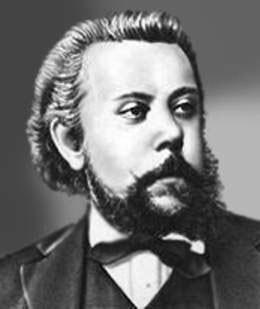
Modeste Moussorgski
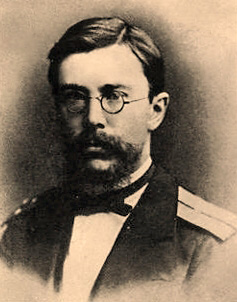
Nikolaï Rimski-Korsakov

## Manifeste du groupe des Cinq
Les compositeurs ont élaboré un manifeste très concis, rédigé par César Cui :

1. La nouvelle école veut que la musique dramatique ait une valeur propre de musique absolue, indépendamment du texte qu'elle accompagne. Un des traits caractéristiques de cette école est de s'insurger contre la vulgarité et la banalité ;
2. La musique vocale, au théâtre, doit se trouver en parfait accord avec la signification du texte chanté ;
3. Les formes de la musique lyrique ne sont nullement déterminées par les moules traditionnels de la routine : elles doivent naître librement, spontanément, de la situation dramatique et des exigences particulières du texte ;
4. Il est essentiel, fondamental, de traduire musicalement et avec un maximum de relief le caractère et le type des divers personnages. Ne jamais commettre d'anachronisme dans les œuvres de caractère historique. Restituer fidèlement la couleur locale.